# Maria Chudnovsky
Maria Chudnovsky (nacida el 6 de enero de 1977) es una matemática israelí - estadounidense que trabaja en teoría de grafos y optimización combinatoria. Es becaria MacArthur 2012.

## Educación y carrera
Chudnovsky es profesora en el departamento de matemáticas de la Universidad de Princeton . Creció en Rusia (asistió al Lyceum 30 de San Petersburgo ) e Israel, estudió en el Technion, y recibió su Ph.D. en 2003 de la Universidad de Princeton bajo la supervisión de Paul Seymour. Después de una investigación postdoctoral en el Instituto Clay de Matemáticas, se convirtió en profesora asistente en la Universidad de Princeton en 2005 y se mudó a la Universidad de Columbia en 2006. En 2014, fue la profesora de la familia Liu de Ingeniería Industrial e Investigación Operativa en Columbia. Regresó a Princeton como profesora de matemáticas en 2015.

## Investigación
Las contribuciones de Chudnovsky a la teoría de los grafos incluyen la demostración del teorema del grafo perfecto fuerte (con Neil Robertson, Paul Seymour y Robin Thomas) que caracteriza a los grafos perfectos como los grafos que no tienen ciclos impares inducidos de una longitud mínima de 5 o sus complementos Otras contribuciones de investigación de Chudnovsky incluyen la coautoría del primer algoritmo de tiempo polinomial para reconocer gráficos perfectos (tiempo limitado por un polinomio de grado 9),  y de una caracterización estructural de los gráficos sin garras. 

## Publicaciones seleccionadas
- Chudnovsky, Maria; Cornuéjols, Gérard; Liu, Xinming; Seymour, Paul; Vušković, Kristina (2005), «Recognizing Berge graphs», Combinatorica 25 (2): 143-186, doi:10.1007/s00493-005-0012-8..
- Chudnovsky, Maria; Seymour, Paul (2005), «The structure of claw-free graphs», Surveys in Combinatorics 2005, London Mathematical Society Lecture Note Series 327, Cambridge: Cambridge Univ. Press, pp. 153-171, ISBN 9780511734885, doi:10.1017/CBO9780511734885.008..
- Chudnovsky, Maria; Robertson, Neil; Seymour, Paul; Thomas, Robin (2006), «The strong perfect graph theorem», Annals of Mathematics 164 (1): 51-229, doi:10.4007/annals.2006.164.51..
- Chudnovsky, Maria; Sivaraman, Vaidy (2018), «Odd Holes in Bull-Free Graphs», SIAM Journal on Discrete Mathematics 32 (2): 951-955, doi:10.1137/17M1131301.

## Premios y honores
En 2004, Chudnovsky fue nombrada uno de los "10 brillantes" por la revista Popular Science. Su trabajo sobre el teorema del grafo perfecto fuerte ganó para ella y sus coautores el Premio Fulkerson 2009. En 2012, recibió un "premio al genio" en el marco del Programa MacArthur Fellows.

## Vida personal
Es ciudadana de Israel y residente permanente de los Estados Unidos.
En 2012, se casó con Daniel Panner, un viola que enseña en la Escuela de Música Mannes y en la Escuela Juilliard. Tienen un hijo llamado Rafael.